# رسايل (مسلسل)
رسايل هو مسلسل تلفزيوني مصري من إخراج إبراهيم فخر وتأليف محمد سليمان عبد المالك وبطولة كلًا من مي عز الدين وخالد سليم وأحمد حاتم ورامز أمير ومها أحمد وسليمان عيد. عرض المسلسل لأول مرة في شهر رمضان 1439 هـ.

## قصة المسلسل
يستعرض المسلسل معاناة الطبقة المتوسطة من الأسر المصرية عن طريق الفتاة التي تعيش مع والدها المحال إلى المعاش، تحلم هذه الفتاة أحلامًا تتحقق كما حلمت بها.

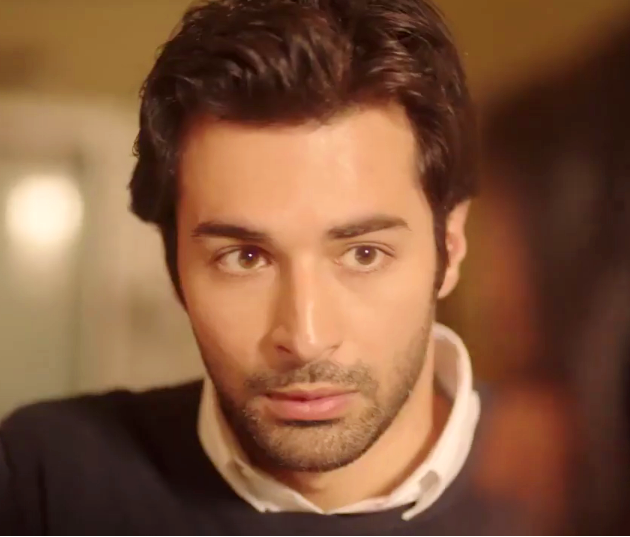
أحمد حاتم في دور سامح

## طاقم العمل
| - مي عز الدين (هالة) - خالد سليم (طارق) - أحمد حاتم (سامح) - رامز أمير (هاني) - مها أحمد (هند) - سليمان عيد (عاطف) - هشام إسماعيل (هشام) - أحمد سعيد عبد الغني - ندى سمير فقيه (جيهان) - أحمد خليل (بديع) - محسن منصور | - سميرة المقرون - حسام فارس - شريف الملاح (شريف) - وليد الشناوي - جلال الزكي - تامر ضيائي - طارق الإبياري - راندا البحيري (داليا منصور) - عبدالرحمن أبو زهرة - هاجر الشرنوبي - هاجر أحمد | - رزان مغربي - محمود كمال - أيمن قنديل - دنيا المصري - محمود مكيو - نبيل نور الدين - رامي فؤاد - سلوى أحمد - عمرو إمام |

## هوامش
- كان العمل قائمًا على المسلسل ليعرض في شهر رمضان 2018، إلا أنه تقرر تأجيل العمل للعام التالي لضيق الوقت وتعدد أماكن التصوير.[1]

## قنوات العرض
عرض لأول مرة بتاريخ 1 رمضان 1439 هـ الموافق 17 مايو 2018 على القنوات الآتية:
- أون إي
- إم بي سي دراما
- إم بي سي 1